# 비파형동검

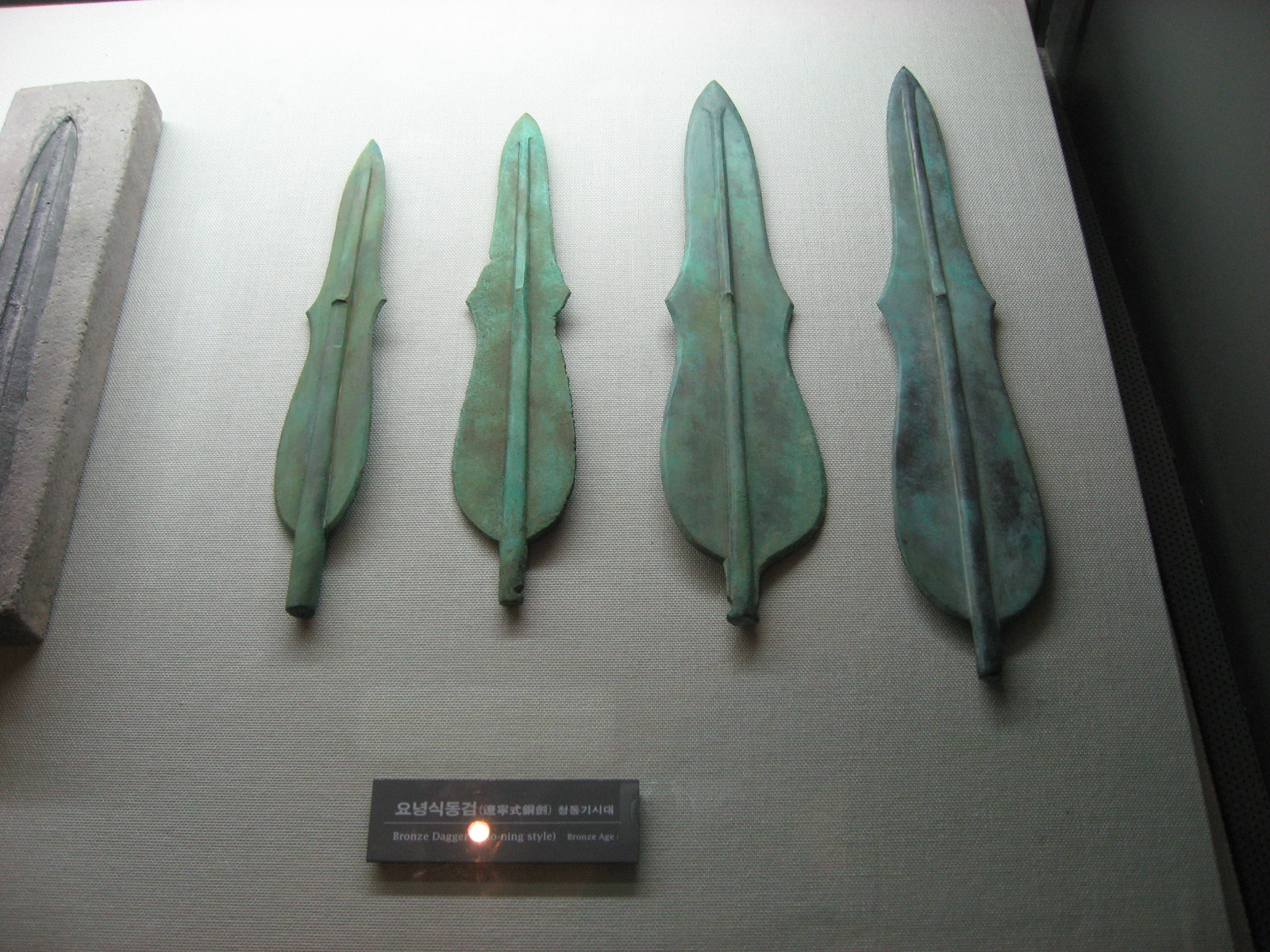
비파형 청동검, 전쟁기념관

비파형 동검(琵琶形銅劍, Lute-shaped Bronze Dagger)은 청동기 시대의 칼의 일종으로 만주에서 한반도, 랴오닝성에 걸쳐 출토되고 있는 동검이다. 가장 오래된 것은 기원전 10세기 무렵에 랴오닝 지방에서 출토된 것이라고 보고 있다. 한반도에서 출토된 것은 기원전 7세기 전후이다. 비파형 동검은 지배 계층과 집단의 출현을 상징하는 것으로 고조선과 동호의 표지 유물 가운데 하나로 추측된다 .

## 개요

각종 청동검의 분포

중국 동북지방에 있는 요하(遼河)를 중심으로 한 요녕(遼寧)에 주로 분포하기 때문에, 요녕의 이전 시기 국어 표기 방식인 '요령'에서 이름을 따 요령식(랴오닝식) 동검(Liaoning bronze dagger)이라고도 하며, 일제강점기에는 만주식 동검으로 불렸다. 학자에 따라서는 부여군 송국리에서 출토된 예에 따라 부여식 동검이라고도 하며, 형태에 따라 곡인청동단검(曲刃靑銅短劍)으로 부르기도 한다. 고조선을 상징하는 유물이라고 하여, 고조선식 동검(古朝鮮式銅劍)이라 부르기도 한다. 비파형동검은 검날과 검자루가 따로 만들어져 조립식이고 검날의 중앙에서 잘록한 돌기를 이루고 하단에서 둥글게 벌어져 비파 형태를 띤다. 검신의 중앙에는 등뼈처럼 도드라진 마디가 있는데, 이는 다른 동검과 명백하게 구분되는 비파형동검만의 특징이다. 중국의 동주식동검(東周式銅劍)과는 명백하게 구분되는 문화권을 이루고 있으며 대체로 예맥(穢貊) 계통의 문화권을 표지하는 유물로 이해된다.

## 발굴 및 연구
중국에서는 1949년 이전에 비파형동검이 발견되었지만, 그 기원에 대해 알지 못했다. 1958년, 주귀에 의해 요녕성 조양현(朝陽縣) 십이대영자(十二臺營子) 무덤이 발굴되면서 체계적인 연구가 시작되었다. 그는 이 유물을 춘추전국시대의 것으로 파악하고 동호(東胡)의 유물로 추측하였다. 중국의 역사학자 우언(烏恩)은 비파형동검이 샤자디안 하층문화(夏家店 下層文化)에 속한다는 주장을 펼쳤고, 린윈(林澐)은 예맥, 고조선 계통의 것이라는 주장을 하였다. 한국 학회의 김원룡은 랴오닝성 차오양 현에서 발견된 유적에 대해 중국 계통이 아닌 오르도스식 북방청동기 문화이며, 이 유물의 주인은 동호족으로 보았다.
그러나 전체적인 모양은 아랫부분이 둥글게 배가 불러 비파의 형태를 이루며, 검몸의 중앙부에 돌기부가 형성되어 있고 검몸과 검손잡이를 따로 주조하여 결합한 다음 사용하는 조립식인데, 중국 중원지역의 서주식 동검과 북방의 오르도스식 동검과 구분되는 뚜렷한 특징이 있다. 이러한 특징은 이후의 세형동검(細形銅劍)에도 이어진다. 결국 비파형동검의 역사적 주인공으로는 요서지역의 동호족과 요동지역의 예맥족으로 보는 설이 공존하고 있다.
한반도에서는 1974년 부여 송국리 유적에서 비파형동검이 출토된 이후, 여수 적량동 유적, 창원 진동리 유적, 서천 오석산 유적, 대전 비래동 유적, 춘천 우두동 돌널무덤, 양평 상자포리 유적 등에서도 발견되었다. 대부분의 비파형동검은 고인돌에서 출토되고 있어, 고인돌에 동반되는 유물로 파악하고 있다. 한국의 역사학계에서는 미송리식 토기와 함께 고조선의 표지 유물로 이해하고 있다.
그러나 비파형동검이 출토되는 지역이 모두 고조선의 영역 혹은 영향권이라는 의미는 아니다. 세간에는 비파형동검이 출토되는 지역은 모두 고조선의 영역으로 보는 시각이 퍼져 있으나 실제 비파형동검의 형식도 다양하고 공반 유물을 통해서도 요서(遼西) 일대의 비파형동검 문화와 요동(遼東) 일대의 비파형동검 문화가 차이를 보이고 있는 등 세간의 인식은 왜곡되었다는 것이 학계의 중론이다. 일반적으로 미송리형토기, 탁자식 고인돌 등이 공반되는 경우에 고조선의 영향권에 속한다고 보며, 그 이외의 비파형동검은 동호족(산융족) 등의 문화로 본다. 하지만 한국의 일부 재야사학자들은 동호와 관련된 비파형동검 또한 고조선의 일부인 것이라 주장하기도 한다.
최근까지 한반도에서는 고인돌에서 출토되지 않는다고 알려져 왔는데, 전라남도 보성강 유역과 여수반도의 남방식(南方式) 고인돌에서 수 점의 비파형동검이 출토되었다. 일제강점기에는 비파형동검은 그 숫자도 얼마 되지 않아서 중국 세형동검의 이형(異形)에 지나지 않고, 전형적인 세형동검보다 늦은 형식으로 이해되어 왔다. 그러나 중국 조양현 십이대영자(十二臺營子)에서 한반도 세형동검과 잔무늬거울의 조형(祖形)으로 보이는 비파형동검과 거친무늬거울(粗文鏡)이 출토되고 제작시기가 앞선 문화로 확인되면서 경기도 광주, 충청남도 부여 송국리 유적 등 한반도 여러 곳에서 비파형동검이 발견과 함께 명실공히 중국 세형동검에 앞서는 한반도 청동기시대의 대표적인 동검으로 인정받게 되었다.

## 같이 보기
- 천부인
- 고인돌
- 고조선
- 미송리식 토기
- 한국의 청동기 시대
- 민무늬토기 시대
- 샤자디안 하층문화